# Harald Kloser
Harald Kloser (* 9. Juli 1956 in Hard, Vorarlberg) ist ein österreichischer Komponist für Filmmusiken, Drehbuchautor und Filmproduzent.

## Leben
Harald Kloser gründete 1978 die Wochenzeitschrift Wann&Wo. Er gab sein Debüt als Komponist im Filmgeschäft 1988 in der Produktion Sternberg – Shooting Star. Er arbeitet sowohl für Fernseh- und Kinoproduktionen in Deutschland und in den Vereinigten Staaten. 1990 hat er die Goldene Europa für das Musikprojekt SOS United bekommen. Im Jahr 2005 wurde er zweimal bei den BMI Film Music Awards ausgezeichnet, für sein Mitwirken an Alien vs. Predator und The Day After Tomorrow.
Mit Roland Emmerichs 10.000 B.C. gab Kloser 2008 sein Debüt als Filmproduzent und Drehbuchautor. Für Emmerichs Produktion Moonfall, die 2022 veröffentlicht wurde, arbeitete er erneut am Drehbuch mit.
Kloser war mit der Moderatorin Désirée Nosbusch verheiratet. Gemeinsam haben sie zwei Kinder.

## Filmografie (Auswahl)
- 1988: Sternberg – Shooting Star
- 1990: Der Alte (Fernsehserie, Folge 151 So gut wie tot)
- 1995: Schwurgericht (Fernsehreihe)
- 1995: Die O.J. Simpson Story – Der Mordfall des Jahrhunderts (The O.J. Simpson Story)
- 1997: Der Unfisch
- 1997: Comedian Harmonists
- 1997: The Way We Are (Quiet Days in Hollywood)
- 1998: Die heilige Hure
- 1999: Nichts als die Wahrheit
- 1999: The 13th Floor – Bist du was du denkst? (The Thirteenth Floor)
- 2000: Marlene
- 2001: Der Tunnel
- 2001: Die Kreuzritter – The Crusaders (Crociati)
- 2002: Dracula (Il bacio di Dracula)
- 2004: Alien vs. Predator
- 2004: The Day After Tomorrow
- 2005: Die Sturmflut
- 2005: Dresden
- 2008: 10.000 B.C. (Komponist und Drehbuchautor)
- 2009: 2012 (Komponist, Produzent und Drehbuchautor)
- 2011: Anonymus (Anonymous)
- 2013: White House Down (Komponist und Produzent)
- 2016: Independence Day: Wiederkehr (Independence Day: Resurgence)
- 2019: Midway – Für die Freiheit (Midway, Komponist und Produzent)
- 2022: Moonfall
- 2024: Those About to Die (Produzent)